# 宋养初
宋养初（1914年—1984年10月31日），江苏省泗洪县四河乡淮建村人，中华人民共和国政府官员。第五届全国人大代表、中共十二大代表、第六届全国政协常务委员。
1935年，宋养初在北平太平湖民国学院教育系学习。同年，加入中国共产主义青年团，后参加学生运动。抗日战争期间，奔赴延安。1938年，在延安加入中国共产党。后担任陕甘宁边区关中分区赤水学校校长、陕北小学、陕西子长中学副校长，绥德师范党总支部书记，中国学生救济会负责人，中共米脂县县委委员，中共绥德县委书记，北平军事调处执行部中共代表团党总支部副书记、副处长等。
中华人民共和国成立后，历任中国共青团中央团校副校长、党委书记。1953年，任中华人民共和国国务院计划委员会重工业局局长、副主任，国家经济委员会副主任，国家基本建设委员会副主任兼党组书记。1979年，担任中华人民共和国建筑材料工业部部长。
1984年10月，宋养初在北京逝世。胡耀邦、李先念等党和国家领导人赠送花圈。赵紫阳、习仲勋等人参加遗体告别，并向宋的妻子方志西和子女表示慰问。